# Оженин
Оже́нин — село в Україні, в Острозькій міській громаді Рівненського району Рівненської області. Населення становить 4879 осіб. До 1939 року під владою Польщі (місцевий пан — Яловіцький).
У Оженині розташовані:
- Залізнична станція Острог
- Цукровий завод
- Агроцентр «Галнафтохім»

Площа села— 5758 га. Розташований на схилах вибалку, по дну якого протікає невеличкий безіменний струмок. Шосейна дорога сполучає його з райцентром — м. Острогом (за 12 кілометрів на південь від села) і обласним центром. З м. Рівне село зв'язане також залізницею.
За два кілометри від Оженина протікає Горинь, по обидва боки якої зеленіють широкі луки. Із заходу село оточують ліси.

## Герб
Щит перетятий золотим і лазуровим. У першій частині зелений кущ ожини (герб є промовистим) з пурпуровими ягодами. У другій частині золоте серце

## Історія

### Заснування села

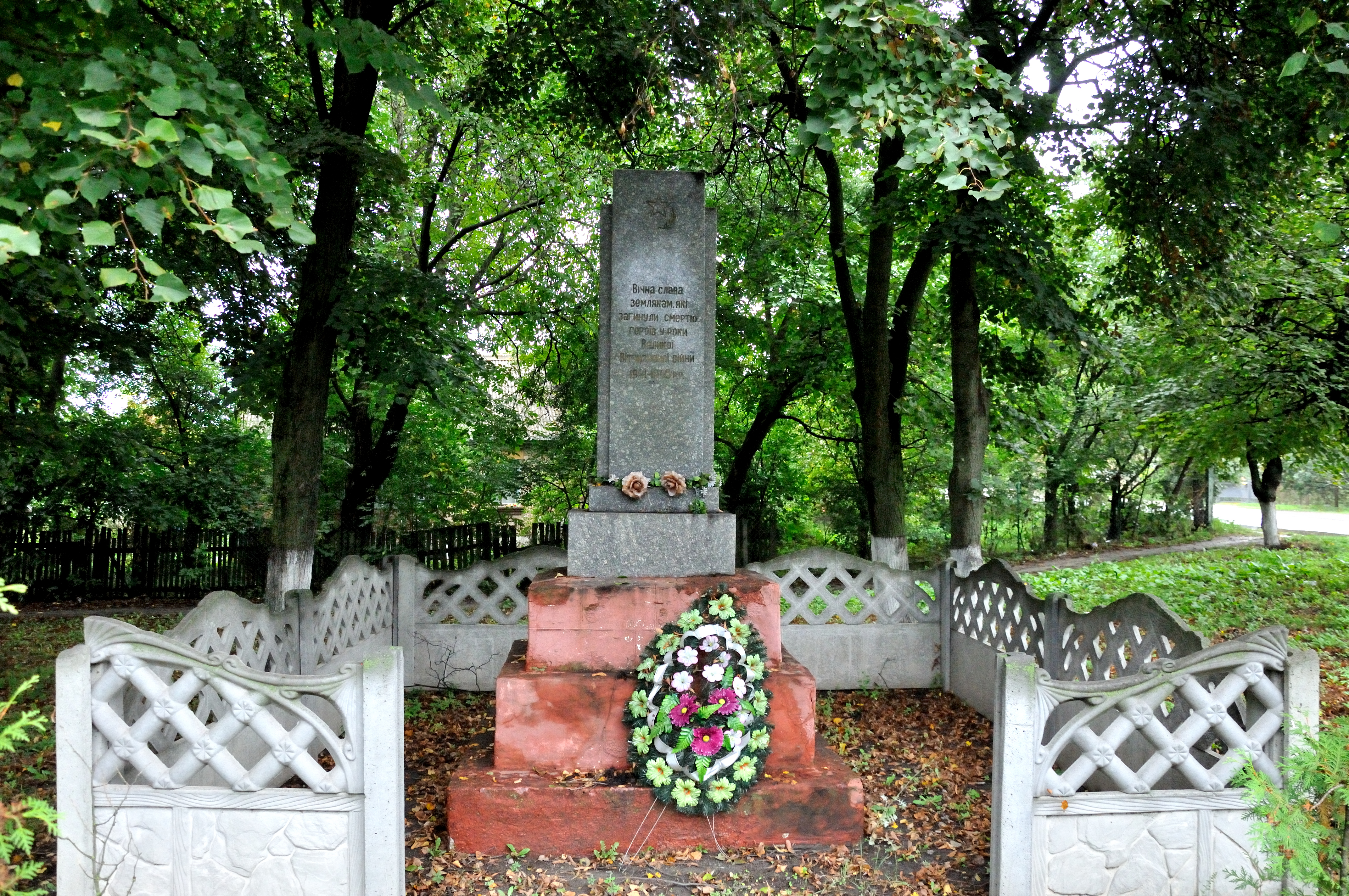
Пам'ятник воїнам- односельчанам, с. Оженин,.jpg

Час заснування села невідомий. За одними переказами назва його походить від того, що в навколишніх лісах було багато ожини. Інша розповідає про те, що у пана, який володів селом був син (чи дочка), якому довгий час не вдавалося ні на кому оженитися. І от коли ця подія сталася батько, на радощах, подарував молодятам село, яке і назвав Оженин.

### Велике Князівство Литовське
Вперше Оженин згадується в акті, датованому 1 липня 1534 року. В ньому йдеться про те, що князь Андрій Юрійович (Юрович) Заславський відписав князю Іллі Острозькому частину своїх маєтків у селах Верхові та в Оженині «з людьми і полями, і сіножатями, з лісами і борами, і дібровами, і озерами, і данинами грошовими і медовими, і куничними, і з бобровими гонами, і з ловами звіриними і пташиними, і з ставами, і з всіма пожитками».
На той час Оженин входив до складу Великого князівства Литовського.

### Річ Посполита та польсько-українська війна
За Люблінською унією 1569 року, відійшов до Речі Посполитої. Становище селян значно погіршилося. Посилився їх соціальний і національний гніт. Особливо нестерпним він став з другої половини XVI ст., коли Оженин став належати князям Заславським. Крім цього важке становище селян погіршували спустошливі набіги татар і феодальні міжусобиці.
Так, у 1583 році Оженин був закладений його власником Михайлом Заславським за кілька тисяч коп литовських грошей Яну Комницькому. Але в цьому ж році Заславський силою відняв назад маєток Оженин. Справа дійшла до судового розгляду. Через те, що Заславський не підкорився рішенню суду і не вийшов з Оженина, на село, захищаючи інтереси Комницького, рушила повітова шляхта разом з Луцьким намісником. Проте Заславський зустрів їх пострілами.
У цю справу втрутився польський король Стефан Баторій, який своїм указом 20 червня 1583 року зобов'язав кременецького, Володимирського і Луцького старост ополчити шляхту всього Волинського воєводства і рушити на маєток Заславського, щоб силою зброї повернути Оженин Яну Комницького. Через кілька місяців, а саме 29 вересня 1583 року князь Михайло Заславський продав Оженин разом із селом Стадники Кристофору Риминському, а цей 10 липня 1590 року в м. Луцьку підписав акт продажу Оженина і Стадників Івану Одинець-Соколовському. Останній 30 липня 1629 року перепродав ці села Данилу Боженець-Єловицькому — підкоморію кременецькому, наступні покоління якого володіли Оженином до 1939 року.
В цей час Оженин був порівняно невеликим селом, у ньому нараховувалось всього 51 дим і населення трохи більше 300 чоловік.
Форми експлуатації населення власниками села була подібна до тих, які в цей час панували по всій Волині. Тому в селі почалась гостра антифеодальна боротьба. Особливої гостроти вона набула в період українсько-польської війни під проводом Богдана Хмельницького. В районі Оженина діяли загони повстанців, які розправлялися з шляхтою.
Так, підкоморій Єловицький звернувся 13 квітня 1649 року в уряд гродський у м. Володимирі із заявою, у якій розповідав, що селяни Хорова і міщани Острога на чолі з Любком Коновалом «покозачились» і напали на його маєтки — Стадники і Оженин, знищили панський архів, документи на володіння землею, все його майно. Селянське ж майно не потерпіло.
Наприкінці XVIII ст. було зруйновано і Оженинський замок.
Після визвольної війни Оженин залишився у складі Польщі. Селяни не мирилися з жорстоким гнітом. Вони нападали на поміщицькі маєтки, рубали панський ліс, знищували панські посіви.
З розвитком товарно-грошових відносин посилився феодальний і релігійний гніт. Поряд з економічним закабаленням польська влада разом з католицьким духовенством намагалися покатоличити місцеве населення. Так у 1728 році поміщик Францішек Єловицький, якому належав тоді Оженин, придбав у Римі ікону Божої Матері та встановив її в греко-католицькому костелі, куди примушував ходити місцеве населення, яке цьому чинило опір.
Коли населення жило в надзвичайно важких умовах, то власник села Станіслав Єловицький у першій половині XVIII ст. будує в селі палац у ставропольському стилі, з класичним фаціатом, який спирався на дорицькі колони.

### Російська імперія
Після третього поділу Польщі в 1795 році Оженин разом із усією Західною Волинню увійшов до складу царської Росії. Наприкінці XVIII ст. Оженин залишався невеликим селом. В ньому в 1798 році налічувалось 63 двори та 451 жителів.
Місцеве селянство продовжувало жити у злиднях і безправ'ї. Кріпаків, незважаючи на численні скарги до земського суду, жорстоко експлуатували польські й російські поміщики. Феодальна держава, її правові установи захищали інтереси дворян, не обмежували сваволі панських управителів, посесорів і економів.
17 лютого 1840 року економ із дворян Микола Дідковський тримав на холоді в колоді роздягненого за непокірність селянина-кріпака Т. Прокопчука, бив його канчуком, палицею, кулаками й ногами, погрожував убити або заслати в Сибір. Від жорстоких тортур Прокопчук помер. Інші кріпаки, яких також катував економ, залишалися каліками, втратили здоров'я.
За розпорядженням генерал-губернатора Київської, Подільської і Волинської губернії було вирішено «вчинити суд на правопорушника економа М. Дідковського», щоб в якійсь мірі вгамувати обурення селян вчинками цього ката-дворянина. Однак судді зробили все від них залежне, щоб виправдати вбивцю. Судова процедура тягнулася 2 роки і 10 місяців. Тільки 22 грудня 1842 року Волинська палата кримінального суду надіслала Волинському губернському правлінню документ, у якому рекомендувалось позбавити волі М. Дідковського … на два тижні.
1855 кріпак Іван Стецюк скаржився губернатору Волинської губернії на знущання поміщика Єловицького над селянами в Оженині. Не сталось помітних змін в економічному становищі селян і після скасування кріпацтва в 1861 році, яке дало поштовх для розвитку капіталістичних відносин в Російській імперії. Про злиденне життя населення говорить і той факт, що в 1865 в Оженині нараховувалося 128 селян, які мали 235 га землі, а один поміщик — 513 га.
Викупні платежі важким тягарем лягли на плечі зубожілих селян. Низького врожаю, який збирав селянин на своїй невеличкій ниві, далеко не завжди вистачало для того, щоб прогодувати сім'ю. Ціни ж на робочу силу в Острозькому повіті, до якого входив і Оженин у 1886 році, були: під час посіву хлібів робітнику з конем платили 60 копійок, без коня — 30 копійок у день. По 20 копійок отримували жінки. Деякі селяни наймалися на підприємства, які в той час почали виникати на Волині. Частина їх знаходила заробіток на будівництві залізниці Київ-Брест, яка прокладалась через Оженин. У 1873 році було побудовано залізничну станцію, яка одержала назву села; в 1933 році її перейменовано в станцію Острог.
Через неї вивозили лісоматеріал, пшеницю, цукор, в Оженин прибували сіль, залізо, сталь, тютюн, вугілля, знаряддя землеробства. Побудова залізниці дала новий поштовх для розвитку економіки села. З 1879 по 1883 рік з Оженина в середньому щорічно відправлялось понад 244 тис. пудів вантажів, прибувало — понад 112 тис. пудів; виїхав 12 501 пасажир.
Важке матеріальне становище погіршувалось численними податками. Селянам доводилося сплачувати подушне, державний, земельний податки, земські та страхові збори. Селяни також утримували і церковно-приходську школу, яка тут відкрилась 20 жовтня 1884 року і працювала в громадському приміщенні. На утримання вчителя щорічно селяни збирали по 100 карбованців. У школі тоді навчалось 25 хлопчиків і 2 дівчинки. Це були діти заможних селян. Діти бідняків майже не ходили до школи — треба було допомагати батькам по господарству, а більшість не мала в що одягтись.
Селяни не мирилися зі своїм злиденним життям, політичним та національним безправ'ям. У грудні 1905 року робітники станції Острог підтримали Всеросійський страйк залізничників. Революційними настроями були охоплені і селяни. Село Оженин тоді входило до Острозького повіту Хорівської волості і налічувало 132 двори і 674 жителі.
Минали роки. Збільшувалась кількість селянських дворів і зменшувались земельні наділи. В 1914 році в селі Оженин налічувалось 300 дрібних селянських господарств. Велике господарство Єловицького налічувало понад 600 гектарів орної землі, 400 гектарів луків, пасовищ і лісу. В той же час селянські господарства мали 531 га, або в середньому 0,5 га на душу. До того ж, ця земля нерівномірно розподілялась серед селянських господарств. Одні, заможні, мали по 12 га. Але таких було мало. Основна маса зовсім не мала землі, або обробляла по одному-два гектари. Погані знаряддя обробітку — рало та дерев'яна борона, низька агротехніка не могли забезпечити високих врожаїв. Крім того більше половини господарств не мали коней.
Перша світова війна принесла велике горе та лихо жителям Оженина. Більше половини працездатних чоловіків було мобілізовано на фронт. Царська влада забрала і реквізувала в селян всіх коней, виганяла маси людей на будівництво укріплень, окопні роботи тощо. І саме в цей час у березні 1915 року влада вирішила перевести селян на відрубні та хутірні дільниці. Але селянки відмовились від цього, вийшли на поле і не допустили землеміра до роботи, заявивши, щоб цю справу залишили до повернення чоловіків з фронту.
Начальник Волинського губернського жандармського управління у своєму рапорті називає агітаторів по цій справі — Іллю Драбенюка, Мирона Ярмолюка, Артема Кондратишена, Опанаса Дмитрука.

### Українська революція
У 1917 році до Оженина дійшла звістка про Лютневу революцію. 1917 році в селі проголошено владу Української Народної Республіки.
У травні 1919 року в районі Оженина відбувалися сутички між армією УНР і більшовицькими військами. В серпні 1919 року село було захоплене польськими військами. Влітку 1920 року Оженин став ареною боїв будьонівців та поляків.
Історичні обставини склалися так, що територія Західної Волині, у тому числі й Оженин, відійшли з осені 1920 року до Польщі.

### Польська республіка
Село відносилось до Хорівської волості Острозького повіту Волинського воєводства. У селі на 30 вересня 1921 року було 155 житлових будинків і проживало 865 жителів.
Як і на всіх західноукраїнських землях, селяни Оженина зазнавали важкого національного і соціального гніту. Про зубожіння основної маси селян свідчать відомості про їхнє землекористування. Більшість селянських господарств Оженина мало невеликі земельні ділянки в 1—2 га. Придбати ще селянин не міг, бо 1 га коштував 1100—1200 злотих, а один центнер зерна — лише 13—15 злотих. Ціни ж на сільськогосподарські продукти весь час падали. Так у 1932 році ціна малої свині становила від 50 грошів до 4 злотих, великої — 30 злотих, корови — 60—75 злотих, віз моркви коштував 4 злоті, літр олії — 3 злотих, одне яйце — 6 грошів. До того ж дошкуляла селянам і надмірна кількість податків, яких налічували до 70 видів.
Крім поземельного податку, з них стягували на самоврядування, маєтковий, зрівняльний, оподатковувалась кожна голова худоби, кожне плодоносне дерево.
Селяни сплачували також численні мита: за в'їзд до міста, за користування мостом, за одержання того чи іншого свідоцтва, за право забивати худобу. Важким тягарем лягали на плечі трудящих різні штрафи, шляхова повинність та інші примусові роботи. Все це вкрай розоряли селянські господарства. Польський сейм встановив ще й такі нові податки: кризовий податок 5-4 %, скасування прогресії і дегресії, тобто зменшення податку поміщикам та куркулям, та збільшення його для визискуваних селян збільшення гербових оплат на 40 %, поштових оплат, податок на звільнення від військової служби, податок по 4 кг картоплі і 1 кг збіжжя для безробітних, звільнення з роботи в промисловості всіх, хто походить з села (якщо вони мають тільки кілька квадратних метрів землі).
За несплату селянами податку пан конфіскував їх майно. Господарства поступово розорялися, безземелля, низька продуктивність господарств призводило до того, що більшість селян не доїдала, а інколи і просто голодували. Після сплати всіх податків і повинностей переважній більшості селян хліба не вистачало до нового урожаю.
Не витримуючи злиднів і голоду, деякі селяни кидали свої господарства і в пошуках кращої долі емігрували за кордон — переважно до США і Канади. Так з Оженина виїхало кілька сімей.
Низькою була оплата селян. Наймит отримував 100—120 злотих річно. Поденні робітники заробляли ще менше. Їх грошова заробітна плата коливалась, у залежності від категорії робітників, від 70 грошів до 2 злотих за день.
Соціальний гніт доповнювався і політичним безправ'ям і національним гнобленням. Одержати кваліфіковану роботу українець не міг, не прийнявши католицької віри. Українців не приймали на роботу, їх беззаконно звільняли. Особливо багато звільнили залізничників-українців весною 1921 року, коли залізнична лінія Радзівілів-Здолбунів-Оженин відійшла з Львівської у Радзивілівську дирекцію залізниць. У квітні цього року адміністрація залізниці перед видачею заробітної плати примусила залізничників дати розписки про те, що вони не будуть мати ніяких претензій у випадку їх звільнення за скороченням штатів. І як наслідок — з 40 сімей, які працювали на станції Оженин, українських було лише п'ять.
Багато жителів працювали на будівництві шосейної дороги Оженин-Острог. Оплата праці була низькою, через що дорога будувалась повільно. З 1923 по 1927 рік прокладено було лише 75 кілометрів. На її будівництво місцеве самоврядування відпустило 90 тисяч злотих. З 1928 року почав курсувати автобус Оженин-Острог. Але ним могли користуватись лише багачі, бо оплата за проїзд була високою. В 1928 році в Оженині почали працювати пошта і телеграф.
У травні 1924 року в Оженині, як і в інших селах Острозького повіту, побувала каральна експедиція в складі 40 поліцейських і військового загону уланів. Експедиція розшукувала якийсь таємний склад зброї і військові речі. Методи, якими користувались у своїй роботі члени цієї експедиції, були нечувано образливі. Село оточили солдати, нікого з нього не випускали, невинних затриманих жахливо били.
В околицях Оженина діяли диверсійні партизанські загони, які боролися проти польського засилля. Так у 1924 році партизанський загін зробив наліт на село Стадники, що нині належить до Оженинської сільської ради. [джерело?]
Не турбувались польська влада і про розвиток культури і освіти села. Клубу не було, бібліотеки теж. У шкільній бібліотеці можна було взяти книги, але польською мовою. Деякий час в селі діяла читальня «Просвіти». У ній налічувалось кілька десятків книг українських, російських письменників. Але її незабаром закрили.
У 1936 році в Оженині було 150 господарств, 832 жителі.

### Друга світова війна
У вересні 1939 року, згідно із пактом Молотова — Ріббентропа, село захоплено СРСР.
У селі було утворено тимчасовий комітет, який очолив безземельний селянин Іван Францович Сорочинський. Відбулися вибори на Народні Збори Західної України. Депутатом від села Оженин була колишня селянка-наймичка з села Стадник Уляна Василівна Єфімчук-Дячук. Вона виступала на Народних Зборах у Львові, а пізніше на позачерговій сесії Верховної Ради СРСР.
У січні 1940 році в Оженині було утворено сільську раду. В грудні 1940 відбулися вибори до місцевих рад. Цього ж року утворилась комсомольська організація, секретарем якої було вибрано Олександра Юрченка.
У селі було роздано 332 га поміщицької землі 182 малоземельним і безземельним дворам, а на 5 грудня 1940 у селі 182 двори мали у своєму користуванні 529.5 га землі, у тому числі 419.6 га — орної.
У лютому 1941 року 20 господарств об'єднали в колгосп, який назвали ім. Ворошилова. У березні 1941 року в колгоспі був 161 га землі 12 пар коней. Поля допомагали засівати трактори Оженинської МТС, яка була організована у 1940 році в колишньому маєтку Єловицького.
На 1 січня 1941 року МТС мала 9 тракторів,1 автомашину, 20 тракторних плугів,4 тракторних сівалки, 4 жатки 7 молотарок.
На кінець 1941 року в колгоспі було засіяно 63 % площ, відведених під ярі.
Сталися зміни і культурному житті села. В Оженині почала працювати семирічна школа. У сільському клубу, який відкрив двері на початку 1940 року, в одному з колишніх приміщень маєтку пана Єловицького, почали працювати гуртки художньої самодіяльності.
3 липня 1941 року в Оженин увійшли гітлерівці.
Німці забрали 196 корів, 12 коней, 34 свині, птицю. Гітлерівці жорстоко карали за найменшу спробу опору, намагалися розпалити ворожнечу між поляками та українцями, які проживали в селі. Сваволя німців викликала впертий опір жителів Оженина.
Недалеко від сіл Теремне і Оженин вели бойові дії проти гітлерівців комуністичні загони з'єднання А. З. Одухи.
В самому селі діяла підпільна комуністична група, організована на початку 1942 року і яка ввійшла до складу Острозької підпільної організації. Наприкінці року група вже налічувала 40 чоловік. Очолював її заступник голови Острозького підпільного комітету К. М. Дмитрук. Для безпеки і кращого спостереження за рухом поїздів через станцію Острог Дмитрук влаштувався на залізничній станції Острог села Оженин в пункт заготзерна. Згодом до підпільної роботи він залучив техніка В. Г. Бузюна, який жив на станції і міг спостерігати за рухом поїздів у ночі. Таким чином, спостереження велися цілодобово. Розвідувальні дані передавали в Острозький підпільний комітет, а потім партизанському загонові А. З. Одухи. Підпільники всіляко шкодили німцям, засипали пісок у букси вагонів, вантажили їх піском, сміттям, битим склом замість зерна, робили в підлозі отвори тощо. У 1942 році на північно-західній околиці села було пущено під укіс німецький ешелон із спорядженням. У липні 1943 року К. М. Дмитрук разом з В. Г. Бузюном і робітником пункту заготзерна М.Шведом зібрали розвідувальні дані про розташування вогневих точок на залізничній лінії, стан охорони залізничного мосту через р. Горинь, що поблизу села Бродова. Після відповідної підготовки диверсійна група загону Д. М. Медведєва підірвала міст. Протягом двох тижнів рух ворожих поїздів на залізниці Здолбунів-Шепетівка було перервано.
У січні 1944 року війська І-го Українського фронту (командувач — генерал армії М. Ф. Ватутін), розгортаючи Рівне-Луцьку наступальну операцію проти німців, розпочали бої на підступах до Оженина. 28 січня 1944 року 870-й стрілецький полк 287-ї стрілецької дивізії Червоної Армії обійшов село, де знаходився вузол опору німців, з півдня через ліс. Залишивши в районі Оженина один стрілецький для прикриття дій головних сил з тилу, командир полку підполковник А. Г. Писарєв двома батальйонами почав розвивати наступ вздовж залізниці на Здолбунів. Гарнізон гітлерівців в Оженині силою до двох піхотних батальйонів, щоб уникнути загрози оточення, спішно залишив село. 5 лютого 1944 року Оженин було захоплено радянськими військами.
85 жителів села було примусово мобілізовано до лав Червоної Армії. 46 з них загинуло. Серед них — Є. С. Барбанюк, П. І. Кондратюк, С. С. Войчук та ін.

### Радянська окупація
У лютому 1944 відновила свою роботу сільська рада. Насамперед вона розподілила між селянами 150 гектарів поміщицької землі, яку під час окупації відібрали гітлерівці. Члени земельної комісії спрямували свої зусилля на вчасне виконання весняно-польових робіт. Почала ремонтувати приміщення і техніку Оженинська МТС. У 1944 році на її відбудову держава відпустила 40 тис. крб. МТС уклала договори з селянськими господарствами — родинами червоноармійців, інвалідів Другої Світової війни та бідняцькими господарствами на виконання тракторних робіт.
Оженинська сільрада виступила ініціатором змагання за збирання урожаю протягом 6 днів, за вчасний обмолот і виконання хлібозаготівель. Взявши шефство над шахтою ім. 1-го травня в Донбасі, сільрада вирішила надіслати шахтарям продукти. За прикладом Оженинської сільради всі сільради району передали колективу підшефної шахти значну кількість продуктів. Шахтарі у свою відповідь дали слово видобути понад план 200 тонн вугілля і надіслати його в район.
Поступово налагоджувалося мирне життя. В 1045 році держава виділила 30 кубометрів лісоматеріалу для будівництва хат родинам військовослужбовців, демобілізованим, виділено селянам майже 150 га землі.
Силами громадськості було відремонтовано приміщення семирічної школи і всі діти шкільного віку сіли за парти. На потреби школи держава відпустила у 1946 році майже 31 тис. крб., на навчання по ліквідації неписьменності та малописьменності — 1,8 тис. крб.
Сільську бібліотеку та клуб було вирішено відкрити наприкінці 1945 року. Сільська рада асигнувала на їх утримання близько 12 тис. крб.
Наприкінці 1948 року 12 селянських господарств подали заяви про вступ до колгоспу, а 29 березня 1949 року колгосп ім. Ворошилова було відновлено. 10 жовтня 1950 року колгоспи ім. Енгельса (Високого хутора) та ім. Свердлова (села Бродова) об'єдналися з колгоспом ім. Ворошилова. У 1951 році створено колгоспну партійну організацію. У вересні 1957 року колгосп назвали ім'ям Богдана Хмельницького, а з об'єднанням його у 1959 році з артіллю «Дружба» села Краєва він одержав назву «Червона зірка».
Водночас розвивалась і промисловість. У селі працювали відділення райоб'єднання «Сільгосптехніки», хлібоприймальний пункт, пункт заготзерна, залізнична станція, лісосклад, хлібозавод.
У 1967 році на території Оженина почав працювати Острозький плодоконсервний завод, у 1968 — Острозький цукровий завод. На його будівництві поряд з українцями трудились росіяни, грузини, білоруси, молдавани. Різні машини, прилади, транспортери та інше устаткування привозили з Чехословаччини, Угорщини, Болгарії, Югославії, НДР. Потужність цукрового заводу — 30 тис. центнерів переробки буряків на добу. Під час сезону цукроваріння на ньому працювало 1200 чоловік, у ремонтний період 600—700 чоловік.
Плодоконсервний завод мав цехи: консервний, безалкогольний і консервно-засолочний. Потужність заводу становила 6 млн умовних банок консервів на рік. На заводі працювало 340—380 чоловік, в осінньо-зимовий сезон до 580 чоловік.
Середня загальноосвітня школа була збудована 1968 року.
З 1964 року село одержує струм із Добротвірської ДРЕС. Є два відділення зв'язку. За роки восьмої п'ятирічки тут збудовано 146 житлових будинків, кілька типових три і чотириповерхових будинки.

### Незалежна Україна
З 24 серпня 1991 року село входить до складу незалежної України.
Після здобуття Україною незалежності потреба у великих і потужних заводах відпала і як наслідок у 1998 році закрився хлібозавод, а у 2001 році — плодоконсервний. Цукровий завод працює не на повну потужність.
В селі діє парафія ПЦУ.

## Оженинська ЗОШ №2
З 1884 року в селі працювала церковно-парафіяльна школа. На утримання вчителя селяни збирали щороку до 100 крб. У школі налічувалося 25-30 дітей.
До 1924 року школа складалася з 4-х класів. Два класи вчилися зранку, а два класи — після обіду. Школою завідував священник Федір Кушевич. Учнів вчили церковному співу, грі на скрипці, мандоліні. В 1924 році Польща присилала своїх вчителів. Навчання ведеться тільки польською мовою. Учитель О. В. Влодик змушений залишити школу.
1928 року як свідчать жителі села Оженин, вчилися по книжці «Зірка». Польської мови навчала пані Козловська Аделя, української — пані Німчукова Кароліна, арифметики — пані Кобилянська, «Слово Боже» вів священник Люткевич.
З 1 жовтня 1939 року до 22 червня 1941 року організатором і директором першої семирічної школи був В. Я. Щепцов. Школа знаходилася в старих панських покоях.
В часи німецької окупації 1942—1943 рр. школа також діяла. Директором цієї школи був Шаповал Григорій Петрович. Радянська школа була відновлена в 1946 р. директор школи — Мартинюк Яків Михайлович. В 1947 році відбувся II випуск школи семирічки. За 1949—1959 рр. зі стін Оженинської семирічної школи вийшло 42 випускники.
В 1951 році стіни рідної школи покинули 43 учні. Директором на той час був Виговський. В 50-х роках на місці колишнього костелу була створена школа.
В 1960 році школа стала восьмирічною. Директором школи був Батура Іван Артемович. У 1986 році побудоване нове приміщення школи. В 1987 році школа стає середньою, її директором була Чубай Марія Констянтинівна. Назву Оженинська ЗОШ І-ІІІ ст. № 2 отримала в 2000 році. Зараз у школі навчається 427 учнів. Мережа школи становить 18 класів. З 2007 року в школі запроваджено профільне навчання у 10 — 11 класах: фізико-математичний та суспільно-гуманітарні профілі.
Для всебічного розвитку школярів обладнано: навчальні класи, кабінети початкових класів, майстерня, спортивний зал, актовий зал, комп'ютерний клас, бібліотеку.
Досить широко розвинута гурткова робота. Діють такі гуртки: історико-краєзнавчий, вокальний, народні музики, християнська етика, вишиванка, туристичний, козацький гарт, художньо-графічний.
З 1990 по 2010 рік школа випустила 37 медалістів:
28 — золота медаль;
9 — срібна медаль.
Випускники школи:
- П. А. Влодик — проректор волинської духовної семінарії, знавець семи мов, працював 6 років в Берліні, 8 років у Канаді.
- Г. Ф. Марискевич — кандидат історичних наук, доцент Львівського університету.
- Ф. А. Жогло — професор Львівського медінституту.
- С. Л. Савіч — кандидат хімічних наук, доцент Одеського національного політехнічного університету

## Відомі люди

### Народилися
- Микола Бендюк (нар. 7 березня 1967) — український художник-реставратор, мистецтвознавець, краєзнавець, історик, науковець, колекціонер, громадський діяч.
- Олег Жох (нар. 13 жовтня 1992) — український рукоборець, семиразовий переможець чемпіонату світу, триразовий переможець і бронзовий призер чемпіонатів Європи у різних вагових категорях. Заслужений майстер спорту України (2012)[1].
- Антоніна Немирич з Єловицьких — поетеса, писала польською мовою